# Monerebia eximia
Monerebia eximia är en getingart som först beskrevs av Smith.  Monerebia eximia ingår i släktet Monerebia och familjen getingar. Inga underarter finns listade i Catalogue of Life.